# 아산여객
아산여객(牙山旅客)은 충청남도 아산시의 시내버스 회사이고 본사는 충청남도 아산시 무궁화로 52-26 (초사동) 아산시복합공영차고지에 있다.

## 역사
1997년 7월 건창여객으로부터 아산 시내버스 사업부문(면허대수 40대)을 양수받았다. 아산여객은 2016년 7월까지 건창여객 자회사로 운영하던 중 건창여객의 경영악화로 용남고속에 매각, 2020년 6월에는 코로나19로 인한 용남고속의 경영난으로 현재 경영진에 재매각 되었다.

## 운행 노선
| 운행업체 | 보유 노선수 | 면허 대수 | 등록 대수 |
| -------- | ----------- | --------- | --------- |
| 아산여객 | 76          | 56        | 56        |

## 보유 차종

#### KGM커머셜
- 에디슨모터스 E-화이버드
- KGM 스마트 110

#### 자일대우버스
- 자일대우 NEW BS090
- 자일대우 NEW BS106

#### 현대자동차
- 현대 뉴 슈퍼 에어로시티
- 현대 그린시티
- 현대 일렉시티